# Căpușu Mare
Căpușu Mare (in ungherese Nagykapus, in tedesco Grossthoren) è un comune della Romania di 3 475 abitanti, ubicato nel distretto di Cluj, nella regione storica della Transilvania.
Il comune è formato dall'unione di 9 villaggi: Agârbiciu, Bălcești, Căpușu Mare, Căpușu Mic, Dângău Mare, Dângău Mic, Dumbrava, Păniceni, Straja.